# Paraphlegopteryx composita
Paraphlegopteryx composita är en nattsländeart som beskrevs av Martynov 1936. Paraphlegopteryx composita ingår i släktet Paraphlegopteryx och familjen kantrörsnattsländor. Inga underarter finns listade i Catalogue of Life.